# Liptovská Lúžna
Liptovská Lúžna és un poble i municipi d'Eslovàquia que es troba a la regió de Žilina, al centre-nord del país. El 2022 tenia 2.758 habitants.

## Demografia
| Godina             | 1994 | 2004   | 2014   | 2024   |
| ------------------ | ---- | ------ | ------ | ------ |
| Nombre de persones | 3066 | 2973   | 2851   | 2701   |
| Diferència         |      | −3,03% | −4,10% | −5,26% |

| Godina             | 2023 | 2024   |
| ------------------ | ---- | ------ |
| Nombre de persones | 2728 | 2701   |
| Diferència         |      | −0,98% |